# Папазян, Чарли
Чарли Папазян (англ. Charlie Papazian; 23 января 1949) — американский инженер-ядерщик, пивовар и писатель. Основатель и президент (1979–2016) Ассоциации пивоваров. Основатель Большого американского фестиваля пива. Основатель Национального дня пирога — ежегодного праздника в США. Основатель World Beer Cup. Отец американского домашнего и крафтового пивоварения. Навсегда изменил пивную культуру США.  

## Биография
Родился  23 января 1949 года в армянской семье.
Папазян получил степень бакалавра наук в области ядерной инженерии в 1972 году в Университете Вирджинии. Во время учебы в колледже сосед друга продемонстрировал свою систему домашнего пивоварения в подвале, и начинающий инженер был заинтригован не только вкусом пива, но и процессом пивоварения. После колледжа Папазян переехал в Колорадо, где начал варить пиво дома, а позже обучал домашнему пивоварению других.
В США насчитывается более 6000 пивоваренных заводов — во многом благодаря Папазяну. Он основал Ассоциацию домашних пивоваров в 1978 году, организовал Большой американский фестиваль пива в 1982 году, а год спустя создал организацию, которая впоследствии стала Ассоциацией пивоваров. Его книга «Полная радость домашнего пивоварения» была продана тиражом более 1,3 миллиона экземпляров.
Ассоциация пивоваров, базирующаяся в Боулдере, штат Колорадо представляет не только 17 000 домашних пивоваров по всей стране, но и более 1000 профессиональных пивоваров. 